# ARDRA
ARDRA(Amplified Ribosomal DNA Restriction Analysis, 증폭된 rDNA 제한 분석)는 박테리아의 30S 리보솜 소단위체에 포함된 16S 리보솜 RNA에 대한 제한효소 절편길이 다형성(RFLP; Restriction Fragment Length Polymorphism) 분석을 의미한다.

## 같이 보기
- 리보솜